# Humboldt (Tennessee)

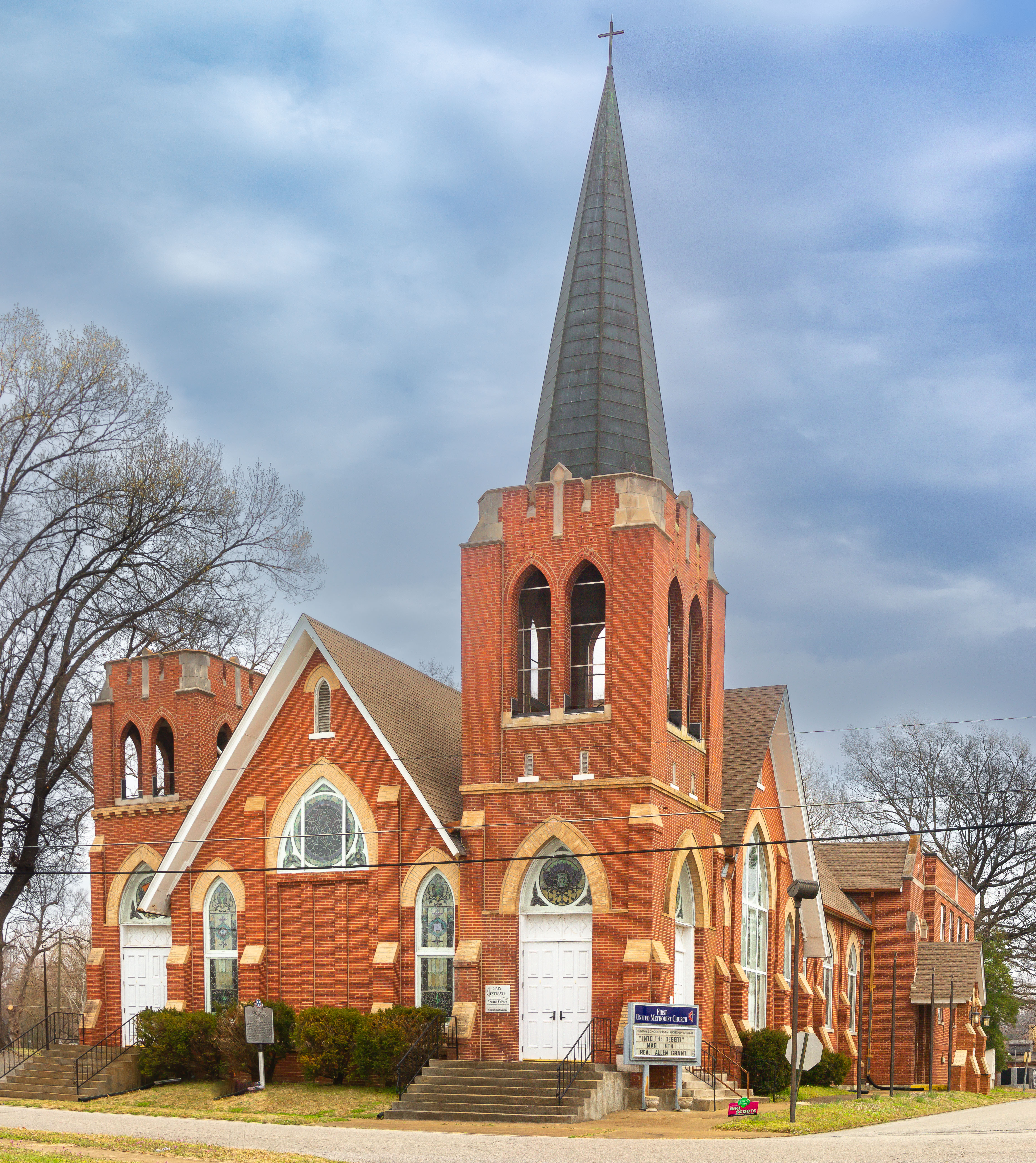
Primeira Igreja Metodista Episcopal do Sul em Humboldt, Tennessee

Humboldt é uma cidade localizada no estado norte-americano de Tennessee, no Condado de Gibson e Condado de Madison.

## Demografia
Segundo o censo norte-americano de 2000, a sua população era de 9467 habitantes.
Em 2006, foi estimada uma população de 9244, um decréscimo de 223 (-2.4%).

## Geografia
De acordo com o United States Census Bureau tem uma área de
25,0 km², dos quais 25,0 km² cobertos por terra e 0,0 km² cobertos por água. Humboldt localiza-se a aproximadamente 111 m acima do nível do mar.

## Localidades na vizinhança
O diagrama seguinte representa as localidades num raio de 20 km ao redor de Humboldt.